# 3184 Raab
3184 Raab (1949 QC) là một tiểu hành tinh vành đai chính được phát hiện ngày 22 tháng 8 năm 1949 bởi E. L. Johnson ở Johannesburg (UO).